# Канівська вулиця (Київ)
Ка́нівська ву́лиця — вулиця в Подільському районі міста Києва, житловий масив Вітряні гори, Селище Шевченка. Пролягає від Золочевської вулиці до кінця забудови (поблизу проспекту Свободи).
Прилучаються вулиці Луки Долинського, Гамаліївська, Муси Джаліля, Байди-Вишневецького, Чигиринська, Івана Їжакевича і Межовий провулок.

## Історія
Вулиця виникла у першій половині XX століття під назвою 252-а Нова. Сучасна назва на честь м. Канів — з 1944 року (повторне рішення — 1955 року, попередня назва — 719-а Нова).